# Ад Танжера
«Ад Танжера» (нидерл. De Hel van Tanger) — бельгийский фламандский (то есть нидерландскоязычный) фильм, драма, основанная на реальных событиях. Премьера фильма состоялась в Бельгии 15 марта 2006. Режиссёр — Франк Ван Мехелен (Frank Van Mechelen), сценарист — Пол Пидфорд (Paul Piedford).

## Сюжет
В августе 1996 два бельгийских водителя перегоняют из Марокко в Бельгию пустой автобус. В ходе досмотра марокканские таможенники обнаруживают 350 килограммов наркотиков. Марокканская полиция незамедлительно арестовывает хозяина автобусной фирмы. В ходе допроса он берёт на себя ответственность за наркотики и сообщает о том, что водители ни в чём не виноваты (они не знали о контрабандном грузе). Однако несмотря на это оба водителя приговариваются к пяти годам тюрьмы.
В тюрьме царят ужасающие условия: антисанитария, постоянные драки, отсутствие медицинского обслуживания, крайне низкое качество и незначительное количество еды, побои со стороны тюремщиков. Бельгийцам удаётся выжить практически только за счёт посылок, присылаемых родственниками. Официальная Бельгия ведёт себя безразлично по отношению к своим гражданам (например, консул отказывается передавать им лекарства, мотивируя это тем, что посольство — не аптека).
Родственники одного из водителей, Марселя Ван Лоока, начинают в Бельгии компанию по привлечению внимания властей к судьбе соотечественников, оказавшихся в заграничных тюрьмах: они собирают подписи к петиции, общаются с прессой.
Через два с половиной года Марсель Ван Лоок неожиданно получает помилование. Два года марокканской тюрьмы привели к тому, что здоровый мужчина превратился в инвалида: он больше не может ходить, у него — туберкулёз лёгких, внутренние органы повреждены из-за многочисленных побоев со стороны тюремщиков.

## Жизнь реальных героев фильма
Настоящее имя главного героя фильма не Марсель Ван Лоок (Marcel Van Loock), а Пьер Стюккен (Pierre Stukken). Стюккен стал инвалидом, потерял трудоспособность и 18 октября 2008 года от рака умер в родном Антверпене. Ему было 63 года. Другой водитель, Вим Мореелс (нидерл. Wim Moreels), отсидел в Марокканской тюрьме все пять лет. Сейчас он работает водителем такси в Антверпене.
Под давлением общественности в 1999 году бельгийское правительство утвердило соглашение с Марокко, в соответствии с которым осуждённые в Марокко бельгийцы передаются бельгийским властям и отсиживают срок в бельгийских тюрьмах.